# Omul ilustrat
Omul ilustrat (1951) (titlu original The Illustrated Man) este o antologie conținând 18 povestiri science fiction scrise de Ray Bradbury, povestiri care explorează natura omenirii. Deși ele nu au personaje sau acțiuni comune, povestirile sunt unite de tema recurentă a conflictului dintre mecanica lipsită de suflet a tehnologiei și psihologia oamenilor.
Cadrul unitar al culegerii de povestiri este asigurat de "omul ilustrat", un cerșetor tatuat pe care îl întâlnește naratorul. Tatuajele, create de o femeie din viitor, sunt animate și relatează, fiecare, o poveste diferită. În afara unei singure povestiri, toate celelalte au fost publicate anterior altundeva, Bradbury revizuind unele dintre ele înainte includerii în volumul de față.
Conceptul "omului ilustrat" va fi refolosit ulterior de Bradbury în rolul personajului antagonic din romanul Something Wicked This Way Comes, tatuajele reprezentând aici sufletele victimelor păcătoase ale unui carnaval misterios.

## Conținut
- Stepa (The Veldt)
- Caleidoscopul (Kaleidoscope)

Coperta traducerii apărute la editura Univers

- Celălalt e de vină (The Other Foot)
- Autostrada (The Highway)
- Bărbatul (The Man)
- Ploaia nesfârșită (The Long Rain)[1]
- Omul din rachetă (The Rocket Man)[2]
- Baloanele de foc (The Fire Baloons)

- The Last Night of the World1
- Surghiuniții (The Exiles)1[3]
- No Particular Night or Morning1
- The Fox and the Forest1
- The Visitor1
- The Concrete Mixer1
- Marionettes, Inc.1
- The City1
- Zero Hour1
- Racheta (The Rocket)1[3]

1  Aceste povestiri nu au fost traduse inițial in română, dar se găsesc acum în ediția de la Ed. Paladin.

## Intriga

### Stepa
În viitorul îndepărtat, doi părinți folosesc o cameră holografică pentru a asigura fericirea copiilor lor. Aceștia din urmă o folosesc pentru a recrea mediul sălbatic din stepa africană. Când părinții îi amenință că le vor închide camera, ei îi închid înăuntru împreună cu leii pașnici creați de cameră..

### Caleidoscopul
Un grup de astronauți plutește în derivă prin spațiu după ce nava lor s-a defectat. Povestirea reflectă ultimele gânduri și conversații ale membrilor echipajului înaintea morții. Naratorul simte că nu a făcut nimic valoros în viață și speră că aceasta a însemnat totuși ceva pentru alte persoane. În final, trupul său ia foc în timp ce se prăbușește prin atmosfera Pământului, prezentându-se ca o stea căzătoare în fața ochilor unui copil din Illinois.

### Celălalt e de vină
Planeta Marte a fost colonizată de negri. Când aceștia află că de pe Pământ urmează să sosească o navă plină cu albi, instituie un regim segregaționist în care albii să fie considerați cetățeni de mâna a doua, plătind astfel pentru nedreptățile comise asupra negrilor de-a lungul istoriei. După aterizarea rachetei, marțienii află că Pământul a fost distrus de un război nuclear, albii nou-sosiți fiind singurii supraviețuitori. În aceste condiții, oamenii își dau seama că discriminarea este dăunătoare indiferent de formă și renunță la planul lor de segregare.

### Autostrada
Un bărbat și o femeie trăiesc o viață idilică la marginea unei autostrăzi din Mexic. La un moment dat, aceasta se umple de oameni care fug din fața unui război nuclear, care le povestesc celor doi despre faptul că vine sfârșitul lumii. După trecerea călătorilor, cei doi rezidenți se întreabă ce poate fi lumea, apoi își continuă viețile în mod obișnuit.

### Bărbatul
Un grup de exploratori spațiali ajung pe o planetă pe care întâlnesc o populație care trăiește fericită. Cercetând acest fenomen, ei află că planeta a fost vizitată de un personaj enigmatic, care amintește de figurile mesianice ale diferitelor religii și pe care încearcă să îl descopere.

### Ploaia nesfârșită
Un grup de astronauți rămâne pe Venus, o planetă pe care plouă torențial, fără oprire. Călătorind pe planetă, ei descoperă un dom dotat cu o sursă de lumină artificială distrus de venusieni. Căutând alte domuri similare, astronauții sunt conduși rând pe rând spre nebunie și suicid de către ploaia nesfârșită, în afara unuia care reușește să găsească un dom intact.

### Omul din rachetă
Serviciul îl ține pe un astronaut trei luni în spațiu, perioadă urmată de trei zile petrecute acasă cu soția și fiul său. Când este în spațiu, el tânjește după casă, iar când este acasă, tânjește după spațiu. Înțelegând că absența sa continuă o afectează pe soția sa, el decide să facă o ultimă călătorie în spațiu, în timpul căreia moare în apropierea soarelui. Pentru a evita această amintire dureroasă, soția și fiul său își vor trăi în continuare viețile în timpul nopții.

### Baloanele de foc
Un grup de preoți călătorește pe Marte pentru o activitate de misionariat. Acolo descoperă că nativii sunt entități de energie pură, ceea ce face ca păcatul fizic să nu poată fi prezent pentru ei.

### The Last Night of the World (Ultima noapte a lumii)
Un cuplu se trezește cu revelația că lumea urmează să se sfârșească în seara acelei zile. Ei acceptă ideea că nu se vor mai trezi a doua zi și își continuă netulburați rutina zilnică.

### The Exiles (Surghiuniții)
Multe opere literare sunt interzise pe Pământ. Personajele lor devin entități reale pe Marte, dar odată ce toate cărțile în care ele apar sunt distruse, ele sunt sortite pieirii. Ele plănuiesc o ripostă față de oamenii care vin să le caute, dar sunt distruse de arderea ultimelor cărți de pe Pământ.

### No Particular Night or Morning (Nicio noapte sau dimineață anume)
Doi astronauți discută despre cât de gol și rece este spațiul. Unul dintre ei nu înțelege cum de aici nu există noapte sau dimineață, nu crede în stele pentru că sunt prea îndepărtate și refuză să accepte orice nu vine din experiența sa directă. În cele din urmă se sinucide, lansându-se în spațiu.

### The Fox and the Forest (Vulpea și pădurea)
Un cuplu se satură de războiul care le marchează viața și decide să călătorească în trecut, în vremuri mai pașnice. Ei ajung în Mexicul anului 1938, dar sunt urmăriți de un agent guvernamental care îi obligă să revină în 2155.

### The Visitor (Vizitatorul)
Planeta Marte a deveni un loc de carantină pentru oamenii cu boli incurabile. Într-o zi, planeta este vizitată de un tânăr telepat. Încântați de capacitatea lui, exilații încep să se lupte pentru a stabili cine va petrece mai mult timp cu vizitatorul, bucurându-se de paradisul iluzoriu pe care acesta îl poate forma în mintea interlocutorului. Tânărul este ucis în timpul încăierării, iar evadarea pe care o promitea este pierdută pentru totdeauna.

### The Concrete Mixer (Malaxorul)
Un marțian se lasă cu greu convins să se alăture armatei în scopul invadării Pământului. Sosind la destinație, armata marțiană găsește un loc pașnic, ai cărui oameni sunt curioși, nu agresivi. Protagonistul întâlnește un regizor și înțelege că pământenii vor să exploateze Marte din considerente pecuniare. Încercând să fugă înapoi pe Marte, este călcat de o mașină.

### Marionettes, Inc. (Păpuși SRL)
Un om încearcă să scape de căsnicia sa înlocuindu-se cu un robot. Ulterior, el revine acasă și vrea să își reia locul, dar robotul pretinde că s-a îndrăgostit de soția sa și îl închide pe om în cutia din care acesta îl scosese la început.

### The City (Orașul)
Membrii unei expediții de pe Pământ este întâmpinat la sosirea pe o planetă necunoscută de un oraș gol. În timpul explorării orașului, oamenii își dau seama că acesta nu este așa de gol precum pare - acesta aștepta sosirea pământenilor pentru a răzbuna o civilizație demult dispărută, al cărei sfârșit a fost provocat de armele biologice ale oamenilor, eveniment petrecut cu mult timp înaintea istoriei cunoscute. După uciderea astronauților, cadavrele lor sunt folosite pentru a desăvârși planul creatorilor orașului: un atac biologic asupra Pământului.

### Zero Hour (Ora zero)
Copiii sunt implicați într-un joc numit 'Invazie'. Părinții găsesc jocul interesant, până când își dau seama că invazia este reală, iar copiii sunt folosiți de către extratereștrii pentru a căpăta controlul asupra Pământului.

### The Rocket (Racheta)
Fiorello Bodoni, posesorul unei firme de fiare vechi, reușește să economisească 3.000 de dolari pentru a-și îndeplini visul de o viață: trimiterea în spațiu a unui membru al familiei sale. Dar familia nu reușește să aleagă un membru al ei, înțelegând că cei rămași în urmă îl vor invidia întreaga viață pe ales. Bodoni folosește banii pentru a crea o rachetă în care instalează un teatru 3D, convingându-și copii că au plecat, într-adevăr, în spațiu.

## Ediții alternative
Ediția britanică apărută în 1952 la Hart-Davis nu cuprinde povestirile Baloanele de foc, Exilații și Malaxorul, adăugând în schimb Usher II din Cronicile marțiene și Locul de joacă din The Stories of Ray Bradbury'.
O ediție apărută în 2001 la William Morrow exclude Baloanele de foc și inclue Omul ilustrat.

### Usher II
Expertul în literatură William Stendhal s-a refugiat pe Marte pentru a scăpa de dictatul de ardere al cărților emis de Investigatorii de Climate Morale. Acolo el construiește un conac bântuit, o replică a clădirii evocate de Edgar Allan Poe în povestirea "Prăbușirea Casei Usher", cuprinzând creaturi mecanice, sunete înfiorătoare și exterminarea vieții din împrejurimi. Anchetatorii de la Climate Morale sunt asasinați pe rând folosind metode descrise în diferite povestiri ale lui Poe, după care casa este scufundată în lac.

### The Playground (Locul de joacă)
Charles Underhill a fost chinuit întreaga sa copilărie de alți copii răi. Când crește și are un copil, este dat peste cap de apariția în preajma locului de joacă unde se află fiul său a unuia dintre cei care îl tachinaseră în copilărie.

### The Illustrated Man (Omul ilustrat)
Un om merge la un o femeie care să îi tatueze întregul corp cu imagini. Despre două dintre acestea, ea pretinde că arată viitorul. Când prima se revelează ochiului, indică un bărbat care își strangulează soția. Protagonistul îl găsește și îl snopește în bătaie, moment în care iese la lumină și celălalt tatuaj, care arăta tocmai acea imagine.

## Opinii critice
Boucher și McComas au avut aprecieri mixte la adresa Omului ilustrat, criticând cadrul general ca "ineficient" și selecția povestirilor ca fiind "făcută fără înțelepciune". Cu toate acestea, au fost de părere că povestirile cele mai bune "oferă un regal din cea mai pură tradiție a ficțiunii imaginative" și au nominalizat ulterior volumul ca unua dintre cele mai bune cărți ale anului.. Villiers Gerson, care a recenzat volumul pentru Astounding Science Fiction, l-a lăudat considerându-l "o carte care demonstrează că autorul ei este unul dintre cei mai buni cunoscători și fermecători scriitori ai SF-ului actual". În The New York Times, Gerson a mai lăudat cartea pentru "oamenii tridimensionali pe care este ușor să-i simpatizezi, să-i urăști și să-i admiri".

## Adaptări

### Film
În anul 1969 a fost lansată o ecranizare a Omului ilustrat, în regia lui Jack Smight, cu Rod Steiger, Claire Bloom și Don Dubbins în rolurile principale. Filmul conține ecranizări după "Stepa", "Ploaia nesfârșită", "Ultima noapte a lumii" și extinde prologul și epilogul prin intermediul unor scene intermitente și flashback-uri care descriu cum au apărut ilustrațiile. Un documentar scurt, The Making of The Illustrated Man, detaliază procedeele folosite pentru a acoperi trupului lui Steiger cu tatuaje și arată pregătirile făcute de actori și de echipa de producție pentru filmare.

### Radio și televiziune
O serie de povestiri, printre care "Stepa", "Vulpea și pădurea", "Păpuși SRL" și "Ora zero" au fost adaptate pentru emisiunea radiofonică X minus 1 între anii1955-57. "Stepa", "Malaxorul", "Ploaia nesfârșită", "Ora zero" și "Păpuși SRL" au fost ecranizate în cadrul serialului de televiziune The Ray Bradbury Theater.

### Muzică
În 2008, Samuel Otten a lansat un album conceptual, fiecare povestire având propria exprimare care merge în paralel cu lectura.

### Proiecte viitoare
Regizorul Zack Snyder a fost angajat să regizeze, cel puțin parțial, o ecranizare a trei povestiri cuprinse în volumul Omul ilustrat: "Omul ilustrat", "Stepa" și "Malaxorul".  Scenariul i-a fost încredințat lui Alex Tse.